# Daniel Kirkwood
Daniel Kirkwood – amerykański matematyk i  astronom.

## Życiorys
Urodzony 27 września 1814 roku w hrabstwie Harford w stanie Maryland. Był jednym z trzynaściorga dzieci Johna i Agnes (z domu Hope) Kirkwood.
W 1838 roku skończył studia matematyczne na Akademii Hrabstwa York w Pensylwanii. Zaraz po tym został tam wybrany pierwszym asystentem oraz nauczycielem matematyki. Pełnił te funkcje aż do 1843 roku, kiedy został dyrektorem szkoły wyższej w Lancaster, Pensylwania.
W 1851 roku został profesorem matematyki na Delaware College, gdzie po trzech latach został przewodniczącym kolegium nauczycielskiego. Pełnił tę funkcję do 1856 roku, kiedy to został profesorem matematyki na Uniwersytecie Indiana w Bloomington, gdzie pracował przez kolejne 30 lat, z przerwą  w latach 1865-1867, kiedy przebywał na Jefferson College w Canonsburgu.
Po przejściu na emeryturę, Daniel Kirkwood wraz ze swoją żoną Sarą A. McNair Kirkwood przenieśli się do Riverside w Kalifornii. W 1891 roku, w wieku 77 lat, został wykładowcą astronomii na Uniwersytecie w Stanford.
Zmarł 11 czerwca 1895 roku. Został pochowany obok swojej żony i córki, które zmarły wcześniej.

## Badania naukowe
W 1849 roku, gdy był dyrektorem szkoły w Pensylwanii, odkrył zależność wiążącą odległość między planetami z okresami ich obrotu wokół Słońca. Została ona nazwana Prawem Kirkwooda i dzięki niej zdobył przydomek „amerykańskiego Keplera”. Prawo okazało się niestety nieprawidłowe, ale to nie zniechęciło go do dalszych badań.
W 1857 roku zauważył przerwy między pierścieniami w pasie planetoid, znane dziś jako przerwy Kirkwooda. Dziewięć lat później zaproponował hipotezę, że są one spowodowane oddziaływaniem grawitacyjnym Jowisza, które wymusiło przejście planetoidy na inną orbitę. W tym samym roku pokazał, że główna przerwa w pierścieniach Saturna jest spowodowana grawitacyjnym oddziaływaniem z księżycem Saturna, Enceladusem. W 1872 roku był gotowy do wykazania wpływu co najmniej trzech księżyców w wytwarzaniu przerw Cassiniego i Enckego w pierścieniach Saturna.
Kirkwood napisał 129 publikacji, w tym trzy książki.

## Wyróżnienia
- na jego cześć nazwana została planetoida (1578) Kirkwood
- jego nazwisko nosi jeden z kraterów uderzeniowych na Księżycu
- jego imieniem nazwano Obserwatorium astronomiczne na Uniwersytecie Indiana